# Viens jusqu'à moi
Singles de Élodie Frégé et Michal Kwiatkowski
De l'eau
Tu mets de l'or
(2004) Je te dis non
Mon tout
(2004)
Pistes de Élodie Frégé
De l'or et des poussières
Faire semblant
Je veux faire un rêve Moins de toi
Place des lilas
Viens jusqu'à moi est le deuxième single d'Élodie Frégé et le deuxième single de Michał Kwiatkowski sorti en 2004 et présent dans les albums Élodie Frégé et De l'or et des poussières de Michał.

## Liste des titres
| No | Titre                                                                               | Paroles      | Musique                                  | Durée |
| -- | ----------------------------------------------------------------------------------- | ------------ | ---------------------------------------- | ----- |
| 1. | Viens jusqu'à moi (duo avec Michał Kwiatkowski) (Titre original : We'll Never Know) | Paul Manners | Francesco de Benedittis, Davide Esposito | 3:30  |
| 2. | Pardon                                                                              | Élodie Frégé | Richard Barraclough, Élodie Frégé        | 3:53  |

## Classement
| Classement (2004)           | Meilleure position |
| --------------------------- | ------------------ |
| Belgique (Ultratop 40)      | 5                  |
| France (SNEP)               | 8                  |
| Suisse (Swiss Music Charts) | 30                 |